# 刘诗园
刘诗园（1985年12月1日—）是一位中国艺术家，驻扎在北京和哥本哈根。

## 生平
1985年出生在北京，2005年毕业于中央美术学院附中，2009年毕业于中央美术学院，2012年毕业于视觉艺术学院 (纽约)。在城市和多元文化之间旅游生活，对当代中国侨民及其随之而来的文化冲击形成了艺术感性。 操纵日常物品，股票图像和戏剧手势，她熟练操作保持着理性与神秘，现实与虚构之间的微妙界限。
她被卢迎华邀请对OCAT深圳馆进行为期三个月访问。

## 个展
- 2015 《像泥巴一样简单》，余德耀美术馆, 上海，中国
- 2015 《从幸福到别的一切》，Leo Xu Projects, 上海，中国
- 2015 《迷失出口》，空白空间，北京，中国
- 2014 《现在未来》都灵国家当代艺术博览会个展项目, 都灵, 意大利
- 2014 《My Paper Knife》, Local Futures, Alter-Circuit, Asian Contemporary Arts Consortium and Et al. gallery, 旧金山, 美国
- 2014 《范围之外》, Andersen´s Contemporary, 哥本哈根，丹麦
- 2013 《视线的边缘，或大地的边缘》. 空白空间，北京， 中国

## 部分群展
- 2017《新巴拉德视角》, Metro Pictures 画廊, 纽约, 美国. 策展人：许宇
- 2017《视态之问》, 广东美术馆, 广州, 中国
- 2017《中国青年实验艺术展》， 潍坊鲁台会展中心， 山东，中国
- 2017《.COM.CN》, 策展人: Klaus Biesenbach & Peter Eleey, K11 Art Foundation & MOMA PS1, 香港, 中国
- 2017《请系好安全带, 我们正经过气流颠簸》, David Kordansky Gallery and Leo Xu Projects, 上海, 中国
- 2016《新国际：另一个世界是可能的》, UCCA, 三亚, 中国
- 2016《2016银川双年展 - For An Image, Faster Than Light》, 银川当代美术馆, 中国
- 2016《她们 － 国际女性艺术特展》, 龙美术馆, 上海, 中国
- 2016 《The King And The Mockingbird》, 哥本哈根, 丹麦. 策展人：Pierre Alexandre Mateos & Charles Teyssou
- 2016《中国当代艺术年鉴展》 , 北京民生现代美术馆, 北京, 中国
- 2016 《TUTORIALS – Moving images and instructions for use from China》, Pino Pascali Foundation Museum, 波利尼亚诺, 意大利. 策展人： Mariagrazia Costantino
- 2016 (放映), 艺术巴塞尔香港－《光映现场》, 想干. 策展人：李振华
- 2016 《The Mud of Compound Experience》, Mother´s Tankstation & Leo Xu Projects, 香港
- 2016 《本土-激流与嬗变下的中国艺术》 , 路易维登基金会艺术中心, 巴黎, 法国. 策展人: Suzanne Pagé, Laurence Bossé & Philip Tinari with Claire Staebler
- 2016 《無限空間：日常生活的再想象》，Star Projects, 香港. 策劃：陳立、瞿暢、曾文琪
- 2015 《青年的尺度》, 三亚, 中国. 策展人: 孙冬冬
- 2015 (放映), 艺术巴塞尔迈阿密－《光映现场》, New World Center, 迈阿密, 美国. 策展人: David Gryn
- 2015 《空间三重奏》, 震旦博物馆, 上海, 中国
- 2015 《Here Out There》, 赫尔辛基艺术节, 赫尔辛基, 芬兰
- 2015 《动态之再》，中央美术学院美术馆，北京，中国
- 2015 《CAFA未来展》，中央美术学院美术馆, 北京，中国
- 2015 《Second Thought》，Flower Gallery, 纽约, 美国
- 2014 《A Screening with Christopher Phillips》, Asia Art Archive in America, 纽约，美国
- 2014 《Now You See》, Whitebox Art Center, 纽约，美国
- 2013 《差异引擎》, 魔金石空間，北京，中国
- 2013 《在地未来》，何香凝美术馆，深圳，中国
- 2013 《Finishing School》, Dimensions Variable, 迈阿密，美国
- 2013 《惯例下的狂欢》－OCT当代艺术中心案例, OCT代艺术中心，深圳，中国
- 2012 《第7届深圳雕塑双年展》，OCT当代艺术中心，深圳，中国
- 2011 《Stillspotting》, 古根海姆基金项目，纽约
- 2011 《Capture》, 纽约，美国
- 2011 《Weekender》, Cats Kill 画廊, 纽约，美国
- 2011 《In Love We Trust》, Micheal Mut 画廊, 纽约, 美国
- 2010 《Paratissima》, 意大利
- 2010 《无可告知》，站台中国, 北京, 中国
- 2010 《Break On Through To The Other Side》, 柏林, 德国
- 2008 《我们在一起》，北京，中国
- 2008 《eARTS》 上海电子艺术节, 上海，中国
- 2007 《eARTS》 上海电子艺术节, 上海，中国